# Kimani Ffriend
Kimani Ffriend, né le 29 juillet 1977 à Saint Andrews (Jamaïque), est un joueur de basket-ball professionnel jamaïcain. Il mesure 2,11 m.

## Collège
- 1997 - 1998 :  DeKalb JC
- 1998 - 1999 :  Gulf Coast CC

## Université
- 1999 - 2001 :  University of Nebraska (NCAA)

## Clubs
- 2001 - 2002 :  Greenville Groove (NBDL)
- 2002 - 2003 :
  -  Dynamo Moscou (1re division)
  - puis  Bejing Shogang (CBA)
  - puis  Gigantes de Carolina (1re division)
- 2003 - 2004 :  Reflex Belgrade (1re division)
- 2004 - 2005 :
  -  Hapoël Jérusalem (1re division)
  - puis  Varese (Lega A)
- 2005 - 2006 :  Besiktas Istanbul (1re division)
- 2006 - 2007 :  Incheon ET (1re division)
- 2007 - 2008 :
  -  Bamberg (Basketball-Bundesliga)
  - puis  Paris Levallois (Pro A)
- 2008 - 2009 :  Mersin Büyükşehir Belediyesi (1re division)
- 2009 - 2010 :  Apollon Limassol BC (1re division)
- 2010 - 2011 :
  -  Panteras de Miranda (Liga Profesional de Baloncesto)
  - puis  Cangrejeros de Cartagena (Liga Profesional de Baloncesto)
  - puis  Bornova Belediye (1re division)
- 2011 - 2012 :
  - Hamyari Shahrdari Zanjan
  - puis  Baloncesto Fuenlabrada (Liga ACB)
- 2012 - 2013 :  KK Metalac Valjevo (1re division)

## Palmarès
- Champion de NBDL en 2002
- Vainqueur de la Ligue adriatique en 2004